# آنتونی نستی
آنتونی نستی (به انگلیسی: Anthony Nesty) (زادهٔ ۲۵ نوامبر ۱۹۶۷) شناگر اهل سورینام است.